# Nucleus RTOS
Nucleus RTOS(뉴클리어스 RTOS)는 실시간 운영 체제의 한 종류이다. 멘토 그래픽스라는 회사의 임베디드 시스템 사업부에서 만들었고, 현재 다양한 CPU 플랫폼에서 동작이 가능하다. 또한 Nucleus RTOS는 여러 가지 구성 요소로 이루어져 있는 전체 임베디드 솔루션의 한 부분이다.
일반적으로 개발은 "호스트"라고 부르는 마이크로소프트 윈도우나 리눅스 기계에서 하고 "타겟"의 CPU에 맞게끔 크로스 컴파일을 한다. 실행이나 검사는 실제 "타겟" 보드나 시뮬레이터, EDGE SimTest 위에서 돌아간다.
Nucleus RTOS는 가정용 전자 제품에 주로 사용되도록 설계되었다. 예를 들면 셋톱 박스, 휴대 전화기나 PMP같은 휴대용 기계등을 말한다. 그리고 Nucleus RTOS는 제한된 메모리를 가진 시스템에서 사용 가능하도록 코드와 데이터를 합쳐서 13 KB 정도로 메모리를 줄일 수 있다. 이러한 메모리에 대한 장점 때문에 Nucleus를 많이들 사용한다.
이 운영 체제의 커널은 삼성의 바다 운영 체제에도 쓰였다.

## 구성 요소

### 커널
- 실시간 커널
- 카운팅 세마포어
- 정적, 동적 메모리 할당
- 동적인 태스크 생성과 삭제
- 응용 프로그램 타이머
- 태스크 간 통신: 큐, 메일 박스, 파이프, 세마포어, 시그널(유닉스 계열)
- C++, POSIX 인터페이스
- 비공개 소스 (단, Nucleus를 구입한 고객에게는 코드가 공개된다.)
- 로열티 없음

### 접속성
- USB 2.0 호스트
- On-The-Go(OTG) 계층 함수
- 클래스 드라이버
- 멀티미디어 전송(MTP, PictBridge)
- PCI, PCI-X
- CAN, CANopen

### 네트워크
- IPv4, IPv6, 전송 제어 프로토콜(TCP), 사용자 데이터그램 프로토콜(UDP), IEEE 802.11, WEP, IEEE 802.11i
- RMON, SNMP v1, v2, v3
- IPsec & IKE, PPTP, L2TP
- SSL 2.0 & 3.0, TLS 1.0

### 파일 시스템
- FAT (FAT12, FAT16, FAT32)
- ISO 9660 CD-ROM
- 플래시 파일 시스템
- 가상 파일 시스템 API

### 그래픽
- ANSI C 호환 소스코드
- 전 윈도윙 시스템
- 입력 가능 장치: 키패드, 마우스, 키보드, 터치 패널
- 트루타입 글꼴과 비트맵 글꼴 사용 가능

### 보안
- 대칭형 키 암호화 방식(CBC, ECB 방식 둘 다 가능): DES, 3DES, BLOWFISH, CAST-128, 고급 암호 표준(AES)
- 비대칭형 키 암호화 방식: RSA
- 키 교환 프로토콜: 디피-헬만 키 교환
- 해시 알고리즘: MD4, MD5, SHA-1, SHA-256
- 서명 알고리즘: RSA 서명
- 전자 인증: X.509
- 기타: 유사 난수 생성기, 확률기반 소수 생성기

## 같이 보기
- 바다 (운영체제)